# Bologhine
Bologhine (anciennement Saint-Eugène lors de la colonisation française), est une commune de la wilaya d'Alger en Algérie, située dans la proche banlieue Nord d'Alger. C'est sur les hauteurs de la ville que se trouve Notre-Dame d'Afrique, la basilique d'Alger.

## Géographie

### Situation
Bologhine représente la limite nord-ouest du cœur urbain d'Alger avec lequel elle est reliée par la commune voisine de Bab El Oued.
| Raïs Hamidou | Mer Méditerranée | Mer Méditerranée |
| Raïs Hamidou | Bologhine        | Mer Méditerranée |
| Bouzareah    | Oued Koriche     | Bab El Oued      |

### Relief
Elle est située sur le versant nord-est du massif de Bouzaréah. Elle décline de 300 mètres de haut jusqu'au niveau de la mer sur une distance d'un kilomètre.
La corniche littorale est longue de 3,9 km, elle abrite des zones rocheuses et quelques plages.

### Urbanisme
La ville de Bologhine est traversée par deux grandes artères, le boulevard Émir-Khaled (ex-boulevard Pitolet) et l'avenue Abdelkader-Ziar (ex-avenue Maréchal-Foch).
À l'entrée est se trouve le quartier de Malakoff mitoyen de Bab El Oued, ensuite le quartier de Raïsville (ex Fort des Anglais) en bord de mer et qui fait face au stade Omar-Hamadi.
À l'extrémité ouest on trouve le quartier des Deux-Moulins où se rejoignent les deux principales artères de la ville.
Sur les hauteurs, on trouve le quartier de la basilique Notre-Dame d'Afrique et la cité adjacente Diar El Kheloua. Plus au nord et toujours sur les hauteurs, le quartier populaire de Zeghara. Enfin le lotissement Jaïs en redescendant vers la côte.
Bologhine a la particularité d'abriter deux petits châteaux sur son flanc littoral.
Son habitat est partagé entre de petits immeubles à deux ou trois étages ainsi que d'innombrables maisonnettes et villas à l'architecture néo-mauresque. De nombreuses familles sont de riches négociants depuis des générations.

## Voies de communication et transports

### Réseau routier
La commune de Bologhine est desservie par une route nationale:
- Route nationale 11: RN11 (Route d'Oran).

### Transports en commun
Plusieurs moyens de transport en commun sont disponibles pour se déplacer à l'intérieur de la commune ou entre Bologhine et les autres communes du nord d'Alger.

Bus:
- La ligne intercommunale de 2 Mai (Alger Centre) - Ain Benian en passant par La Casbah, Bab El-Oued, Bologhine, Raïs Hamidou et El-Hammamet
- La ligne inter-quartiers de R'Mila (Bab El-Oued) - Z'ghara (En passant par les quartiers de la commune de Bologhine et également par Notre-Dame d'Afrique)

Téléphérique:
- Le téléphérique de Bab El-Oued - Célèste (Bouzaréah) - Z'ghara
- Le téléphérique de Bologhine - Notre-Dame d'Afrique

## Toponymie
Le nom complet de la commune est Bologhine ibn Ziri du nom du fondateur d'Alger. Elle est aussi communément appelée Saint-Eugène par ses habitants de son nom durant la colonisation.

## Histoire
La localité de Bologhine existait déjà à l'époque ottomane, elle faisait partie du fahs (banlieue) d'Alger puisqu'elle était située à l'extérieur des remparts de la Casbah. La régence d'Alger y avait fait construire plusieurs forts pour surveiller l'entrée ouest de la ville. C'est aussi là qu'étaient situés les consulats de France, des États-Unis, d'Angleterre et de Belgique dans la vallée des consuls.
En 1848, la localité qui dépend de l'agglomération de Raïs Hamidou (anciennement Pointe-Pescade) est renommée par ses habitants Saint-Eugène pour rendre hommage à l'administrateur civil de la ville d'Alger de 1839 à 1844, le comte Eugène Guyot.
En 1870, la commune de Saint-Eugène est créée, comprenant la Pointe-Pescade et Bains-Romains.

## Population et société

### Démographie
| 1987   | 1998   | 2008   |
| ------ | ------ | ------ |
| 40 217 | 43 283 | 43 835 |

### Enseignement
Écoles primaires:
- Primaire Kenza Cherif Sahraoui
- Primaire Youssef Lamine

Collèges:
- Collège Ibn Khaldoun
- Collège Lala Khedidja
- Collège Tayeb El-Okbi

Lycées:
- Lycée Ghanem Djilali (Ex. Alger Nord)
- Lycée El-Arkam El-Makhzoumi (Ex. Séminaire)

### Santé
Il existe un centre hospitalier et au moins deux polycliniques à Bologhine qui servent la commune:

Hopitaux:
- Hôpital Ibn Ziri

Polycliniques:
- Polyclinique de l'Avenue Ziar Abdelkader
- Polyclinique de Z'ghara

## Économie
Bologhine est une ville à vocation résidentielle. On n'y trouve ni agriculture, ni industrie mais seulement des commerces, des banques et des administrations tout le long de l'avenue Ziar Abdelkader.

## Religion

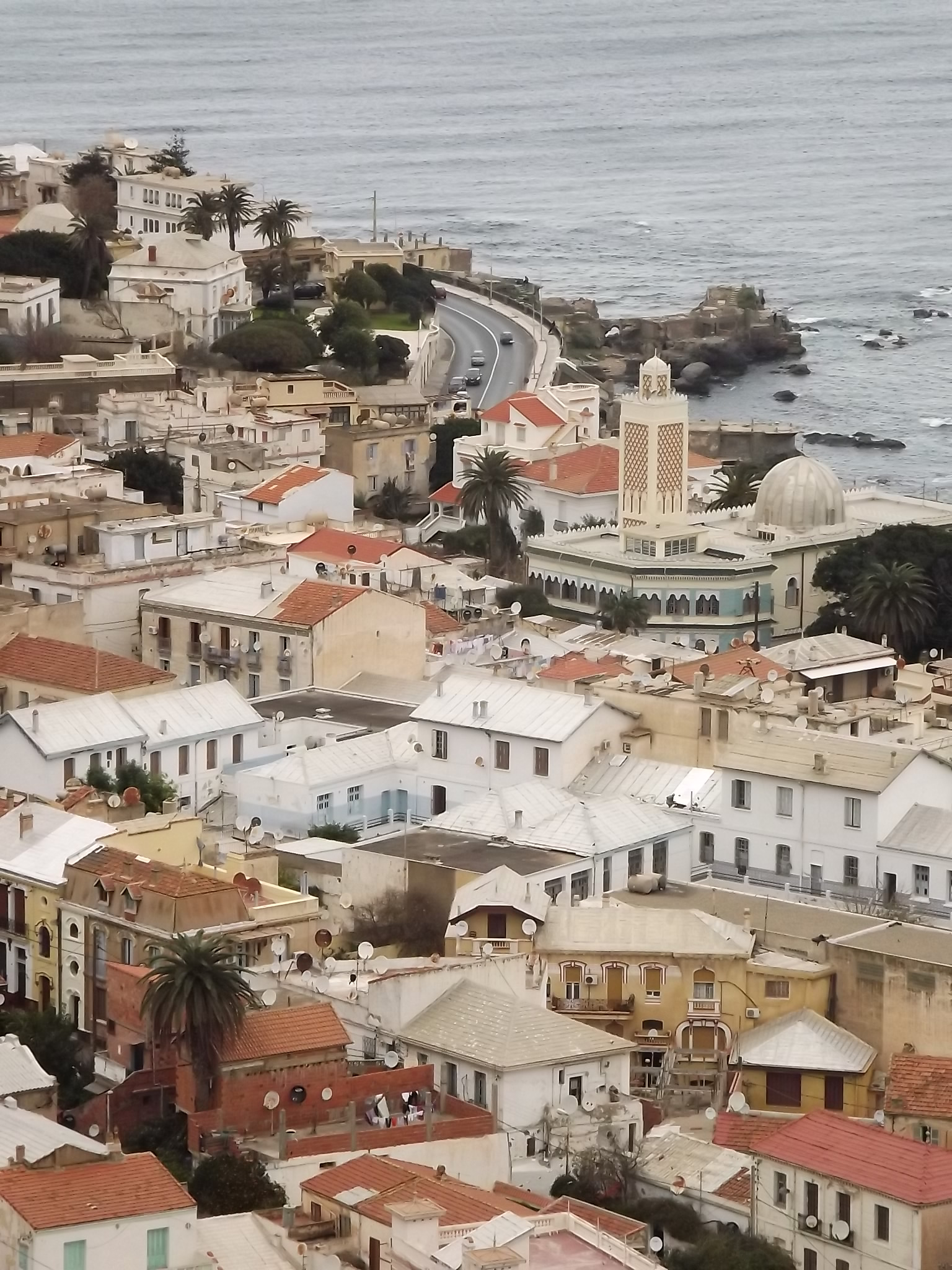
Mosquée El Oumma à Bologhine

Cette commune algéroise abrite plusieurs Mosquées dont la mosquée El Oumma.
Ces Mosquées sont administrées par la Direction des affaires religieuses et des wakfs d'Alger sous la tutelle du Ministère des Affaires religieuses et des Wakfs.

## Vie quotidienne et patrimoine

### Lieux et monuments

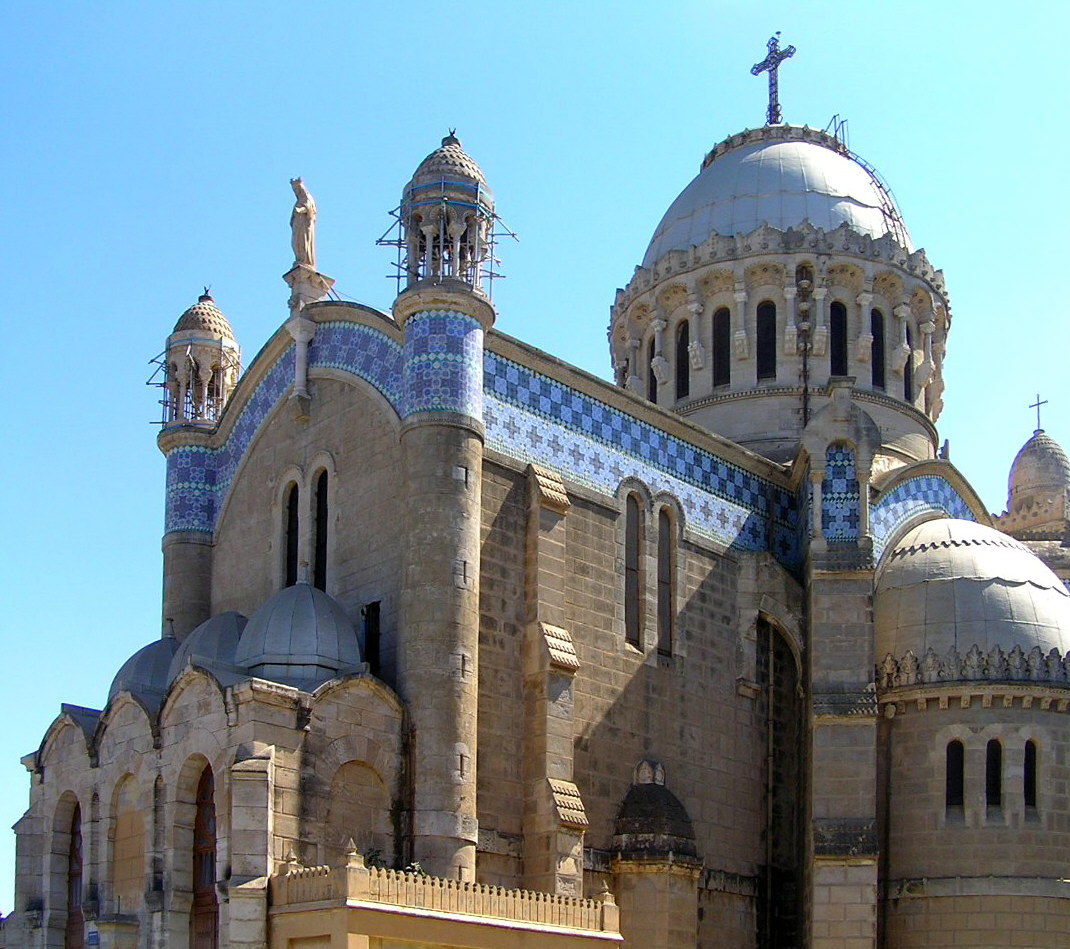
Basilique Notre-Dame d'Afrique sur les hauteurs de Bologhine.

- La basilique Notre-Dame d'Afrique achevée en 1872.
- Cimetière chrétien et Cimetière israélite de Bologhine.
- Djenane Rahet El Dey, datant de l'ère de la Régence d'Alger, qui a vu, tour à tour, des pensionnaires de haut rang occuper ses lieux. On peut citer le consul de Hollande au XVIIIe siècle, puis en 1780, le consul de France, de 1800 à 1830 ou encore les consuls d'Angleterre, avant qu’il ne devienne, durant l'époque coloniale la propriété de la famille du général Raymond Laquière [6]. Le palais a été classé monument historique en 1948.

### Sports
- L'Olympique Moustakbel Sahel El Djazair (OMSE), anciennement Olympique Musulman de Saint-Eugène créé en 1944, qui possède les sections de karaté, football, échecs, handball.
- Le stade communal de Saint-Eugène construit en 1935. Son architecture faisait de lui l'un des plus beaux stades de son époque ; il possédait au départ 2 tribunes latérales et une salle des fêtes.
- L'Association sportive saint-eugénoise créée le 1er janvier 1908 recevait ses adversaires sur le tuf du stade communal, où elle jouait en alternance avec le Mouloudia Club d'Alger (MCA), tandis que l'Olympique Musulman de Saint-Eugène devait se contenter des quelques créneaux restants. Le MCA jouait également au Ruisseau, où se trouvait le Stade Municipal d'Alger, en alternance avec le Galia (GSA), le Red Star et le Racing Universitaire Algérois (RUA).

De grands joueurs de football ont joué au stade de Saint-Eugène, comme Raymond Kopa, Roger Piantoni, Marcel Salva, Abderrahman Ibrir et Léon Glovacki.

## Personnalités liées à la commune
- Fadhéla Dziria, chanteuse, y est née le 25 juin 1917.
- Paul Cuttoli, homme politique français, y est né le 28 juin 1864.
- David de Noter, peintre belge, y est décédé le 21 janvier 1892.
- Cheikh Abderrahmane Djilali, théologien et historien algérien, y est né le 9 février 1908.
- Pierre Barbaud, compositeur, y est né le 10 octobre 1911.
- Djamila Boupacha, figure du FLN, y est née le 9 février 1938.
- Sid Ahmed Agoumi, acteur, y est né le 5 octobre 1940.
- Mohamed Aksouh, peintre et graveur, y est né en 1934.
- Roger Hanin, acteur, y est enterré, au cimetière israélite.
- Léon Lehuraux, écrivain, y décède au 17 rue Henricet.
- Bruno Carette, humoriste et comédien, y est né le 26 novembre 1956.
- Abdelhamid Zouba, joueur de football algérien, y est né le 2 avril 1935.
- Sid Ahmed Ferroukhi, homme politique algérien, y est né en 1967.
- Kamel Tahir, footballeur algérien, y est né en 1945.